# Crassantenna
Crassantenna är ett släkte av kräftdjur. Crassantenna ingår i familjen Aetideidae.
Kladogram enligt Catalogue of Life:
| Crassantenna | \| \| Crassantenna comosa \| \| \| \| \| \| Crassantenna mimorostrata \| \| \| \| |
|              | \| \| Crassantenna comosa \| \| \| \| \| \| Crassantenna mimorostrata \| \| \| \| |
|              | Crassantenna comosa                                                               |
|              |                                                                                   |
|              | Crassantenna mimorostrata                                                         |
|              |                                                                                   |